# 2021 у Тернополі
| Роки в Тернополі: ← · 2000 · 2001 · 2002 · 2003 · 2004 · 2005 · 2006 · 2007 · 2008 · 2009 · 2010 · 2011 · 2012 · 2013 · 2014 · 2015 · 2016 · 2017 · 2018 · 2019 · 2020 · 2021 · 2022 · 2023 · 2024 Див. також: XIX століття · XX століття |

## Річниці

### Річниці заснування, утворення
- 120 років із часу заснування музичного товариства «Боян» та його хору (1901).
- 25 років із часу заснування приватного видавництва «Підручники і посібники» (1996).

### Річниці від дня народження
- 11 січня — 70 років від дня народження українського лікаря-хірурга Ігор Венгер (нар. 1951).
- 26 березня — 50 років від дня народження українського художника, громадський діяча Андрій Тима (нар. 1971).
- 1 квітня — 70 років від дня народження української спортсменки (спортивна гімнастика) Любов Петрівна Карпик (нар. 1951).
- 2 квітня — 130 років від дня народження польського історика літератури, критика, бібліографа, видавця Станіслава Ляма (1891—1965).
- 11 квітня — 135 років від дня народження українського художника Теодора Вацика (1886—1968).
- 12 квітня — 70 років від дня народження українського спортсмена, тренера (легка атлетика) Євгена Кармелюка (нар. 1951).
- 14 червня — 50 років від дня народження українського спортсмена (веслування на байдарках і каное) Сергія Пенова (нар. 1971).
- 20 червня — 75 років від дня народження українська поетка, перекладачка Мирослави Барни (нар. 1961).
- 27 червня — 100 років від дня народження української актриси, педагог, громадської діячки Неонелії Безкоровайної-Стецьків (1921—1998).
- 5 липня — 50 років від дня народження українського видавця, громадського діяча Ігор Адамович Флешар (нар. 1971).
- 20 липня — 85 років від дня народження українського поета, публіциста, перекладача Бориса Демківа (1936—2001).
- 6 серпня — 75 років від дня народження українського оперного співака (тенор) Олексія Данильчука (нар. 1961).
- 15 вересня — 60 років від дня народження українського композитора, диригента, баяніста Олександра Бурміцького (нар. 1961).
- 20 вересня — 125 років від дня народження українського актора, театрального діяча, історика театру, педагога Теофіля Демчука (1896—1992).
- 15 жовтня — 60 років від дня народження українського спортсмена, тренера (легка атлетика, теніс) Олега Семираза (нар. 1961).
- 3 листопада — 140 років від дня народження українського педагога, перекладача, літератора, громадського діяча Ілярія (Іларіон) Бриковича (1881—1942).
- 1 грудня
  - 100 років від дня народження польського прозаїка, драматурга Андрія Виджинського (1921—1992).
  - 90 років від дня народження українського піаніста, композитора, педагога, діяча української культури Юрія Олійника (нар. 1931).

## З'явилися
- 22 грудня — на вулиці Замковій поблизу фонтану «Сльози Гронського» встановили бронзовий макет «Тернопіль кінця XVIII ст. з фортифікаційною мережою XVI-XVIII ст.»[1].

## Особи

### Померли
- 30 серпня — журналіст, редактор, науковець Ярослав Буяк (1964—2021)[2].
- 13 листопада — науковець в галузі механіки деформівного твердого тіла, механіки руйнування, доктор технічних наук, професор Петро Ясній (1952—2021)[3]